# Kriemhild Limberg
Kriemhild Limberg-Hausmann (Rheinhausen, 8 de setembro de 1934 - Neuss, 24 de agosto de 2020) foi uma atleta especializada em lançamento de disco e professora alemã. Representou a Alemanha em duas edições dos Jogos Olímpicos, em 1960 e 1964.

## Biografia
Kriemhild Hausmann nasceu em Rheinhausen, localizado no distrito de Emmendingen, no ano de 1934. Mudou-se para a cidade de Krefeld, para iniciar seus treinamentos no clube KTSV Preussen 1855. No Campeonato da Europa de Atletismo de 1958, realizado na cidade de Estocolmo, capital da Suécia, representou a Alemanha e conquistou a medalha de bronze para o país na categoria de lançamento de disco, alcançando a meta de 50.99 metros em seu lançamento. Foi superada apenas pela soviética Tamara Press e a tcheca Štěpánka Mertová.
Nos Jogos Olímpicos de Verão de 1960, realizados em Roma na Itália, Kriemhild alcançou o quarto lugar na disputa feminina de lançamento de disco na competição. Após os jogos, casou-se com o jogador de handebol Willi Limberg e passou a competir com o nome de Kriemhild Limberg-Hausmann.
Na edição do Campeonato Europeu de Atletismo, realizado em 1962 em Belgrado na Yugoslavia alcançou o sétimo lugar na competição após seu lançamento atingir 50.16 metros. Após a disputa europeia no ano de 1962, qualificou-se para representar novamente a Alemanha em Jogos Olímpicos, dessa vez na edição Tóquio de 1964, no Japão. Na competição, ficou em sétimo lugar com seu lançamento de 53.81 metros - na fase classificatória alcançou o terceiro lugar após acertar um lançamento de 54.54 metros.
Novamente disputou o Campeonato Europeu de Atletismo na competição realizada em Budapeste na Hungria, no ano de 1966. Conquistou o décimo primeiro lugar na competição após seu arremesso atingir 49.20 metros.
Após a saída do esporte, Kriemhild passou a dedicar-se a docência, tornando-se professora de educação física.

### Morte
Hausmann morreu aos oitenta e cinco anos de idade em 24 de agosto de 2020, na cidade de Neuss.